# مردوق
مردوق هي قرية في مقاطعة مراغة، إيران. عدد سكان هذه القرية هو 808 في سنة 2006.